# L'Avocat de la terreur
Pour plus de détails, voir Fiche technique et Distribution.
L'Avocat de la terreur est un documentaire interview français sur l'avocat Jacques Vergès,  réalisé par Barbet Schroeder et sorti au cinéma en 2007. Il a été présenté à la section Un certain regard au Festival de Cannes en 2007.

## Synopsis
Jacques Vergès est né « colonisé » (selon ses propres termes) en 1925 à Ubone au Siam, dans l'actuelle Thaïlande(ou en 1924). Sa mère est vietnamienne et son père est réunionnais, consul de France au Siam au moment de sa naissance.
Il décide de vouer sa vie à la cause des nationalistes anti-colonialistes d’Indochine et d’Afrique, et choisit le barreau des tribunaux comme vecteur de communication. Il plaide pour les criminels de guerre (Klaus Barbie, Anis Naccache et Carlos) anticolonialistes emblématiques (Djamila Bouhired qu'il épouse, Magdalena Kopp, etc.). Particulièrement médiatique, il finit toujours par plaider stratégiquement contre la justice française, affirmant que les pires individus, jugés et condamnés unanimement par la France, ont des raisons valables de se battre pour leur liberté en utilisant les mêmes solutions « cruelles et inhumaines » que celles utilisées par la France pour maintenir son joug militaire sur ses ex-colonies (vagues d’attentats, meurtre, répression sanguinaire, enlèvement, tortures, terreurs, etc.). Il se bat également contre les sionistes d’Israël et George Bush, qu’il considère comme des colonisateurs.
Le film cite : « Vergès n’aura de cesse de rentrer dans le chou de la France jusqu’à ce qu’elle avoue s’être comportée comme des nazis de la Seconde Guerre mondiale vis-à-vis des nationalistes anti-colonialistes de son ancien empire. »

## Fiche technique
- Titre original : L'Avocat de la terreur
- Titre anglais : Terror's Advocate
- Production : Rita Dagher
- Société de production : Les Films du losange
- Pays :  France
- Langue : français, allemand, anglais, khmer
- Genre : documentaire
- Durée : 135 minutes
- Dates de sortie en salles : 
  -  France : 6 juin 2007
  -  États-Unis : 12 octobre 2007

## Distribution dans leurs propres rôles
- Jacques Vergès
- Bachir Boumaza
- Hans-Joachim Klein
- Magdalena Kopp
- Anis Naccache
- El Djohar Akrour
- Gilles Ménage
- Siné
- Neda Vidakovic
- Alain Marsaud
- Oliver Schröm
- Lionel Duroy
- David Fechheimer
- Claude Faure
- Patricia Tourancheau
- Jean-Paul Dollé
- Louis Caprioli
- Tobias Wunschik
- Claude Moniquet
- Carlos
- Zohra Drif
- Ahmed Huber
- Rolande Girard-Arnaud
- Karim Pakradouni
- Nuon Chea
- Martine Tigrane
- Isabelle Coutant-Peyre

## Critiques et récompenses

### Critiques
À sa sortie, le film est accueilli plutôt favorablement par la critique.

### Récompenses
- 2008 : César du meilleur film documentaire[4].